# Joel Acosta
Joel Gustavo Acosta (Villa Gobernador Gálvez, 16 gennaio 1991) è un ex calciatore argentino con passaporto italiano, di ruolo centrocampista.

## Caratteristiche tecniche
Può giocare come mezzala destra in un centrocampo a tre, ala destra o seconda punta.

## Carriera

### Club
Cresciuto nelle giovanili del Boca Juniors, Acosta fa il suo esordio in prima squadra sostituendo Lucas Viatri nella partita di Clausura 2010 contro l'Independiente.
Mentre Acosta giocava ancora nelle giovanili, in cui era definito «il gioiello più prezioso», ha sostenuto un periodo di allenamento con il Napoli; è questo il periodo in cui viene soprannominato La Joya.
Nell'agosto del 2011, col permesso del Boca Juniors, Acosta si aggrega al Siena per la preparazione precampionato, in attesa di firmare un contratto con la squadra toscana. Il 31 agosto 2011 viene ufficializzato il trasferimento in prestito del giocatore. Nel club bianconero viene utilizzato esclusivamente nella formazione Primavera, senza mai esordire in prima squadra.
Conclusosi il prestito, nell'estate 2012 passa con la medesima modalità all'Almirante Brown, nella seconda serie argentina.

### Nazionale
Con la Nazionale Under-20 argentina ha preso parte al torneo FIFA Blue Stars che si disputa ogni anno in Svizzera.

## Statistiche

### Presenze e reti nei club
Statistiche aggiornate all'8 aprile 2016.
| Stagione            | Squadra             | Campionato          | Campionato | Campionato | Coppe nazionali | Coppe nazionali | Coppe nazionali | Coppe continentali | Coppe continentali | Coppe continentali | Altre coppe | Altre coppe | Altre coppe | Totale | Totale |
| Stagione            | Squadra             | Comp                | Pres       | Reti       | Comp            | Pres            | Reti            | Comp               | Pres               | Reti               | Comp        | Pres        | Reti        | Pres   | Reti   |
| ------------------- | ------------------- | ------------------- | ---------- | ---------- | --------------- | --------------- | --------------- | ------------------ | ------------------ | ------------------ | ----------- | ----------- | ----------- | ------ | ------ |
| 2010-2011           | Boca Juniors        | PD                  | 1          | 0          | -               | -               | -               | -                  | -                  | -                  | -           | -           | -           | 1      | 0      |
| 2011-2012           | Siena               | A                   | 0          | 0          | CI              | 0               | 0               |                    | -                  | -                  |             | -           | -           | 0      | 0      |
| 2012-2013           | Almirante Brown     | PBN                 | 23         | 3          | CA              | 2               | 0               | -                  | -                  | -                  | -           | -           | -           | 25     | 3      |
| 2013-2014           | Boca Juniors        | PD                  | 9          | 0          | CA              | 0               | 0               | -                  | -                  | -                  | -           | -           | -           | 9      | 0      |
| 2014-2015           | Boca Juniors        | PD                  | 2          | 0          | CA              | 0               | 0               | -                  | -                  | -                  | -           | -           | -           | 2      | 0      |
| Totale Boca Juniors | Totale Boca Juniors | Totale Boca Juniors | 12         | 0          |                 | 2               | 0               |                    | -                  | -                  |             | -           | -           | 14     | 0      |
| 2015-gen. 2016      | Club Olimpo         | PBN                 | 25         | 1          | CA              | 0               | 0               | -                  | -                  | -                  | -           | -           | -           | 25     | 1      |
| gen. 2016-          | Pescara             | B                   | 6          | 0          | CI              | 0               | 0               | -                  | -                  | -                  | -           | -           | -           | 6      | 0      |
| Totale carriera     | Totale carriera     | Totale carriera     | 66         | 4          |                 | 2               | 0               |                    | -                  | -                  |             | -           | -           | 68     | 4      |

## Palmarès

### Club

#### Competizioni nazionali
- Supercoppa uruguaiana: 1

Liverpool (M): 2020